# Никополис (тема)
Никополис (на гръцки: θέμα Νικοπόλεως) е една от византийските военноадминистративни единици теми. Територията на тази тема е на два пъти в пределите на Първата българска държава. Въпреки името си, център на темата не е Никополис, който още от края на античността е в руини, а Навпакт.
Темата е образувана във връзка с административната реформа във Византия и въвеждането на темната организация. Военната и сила се е равнявала на една турма. Това се случва между 843 и 899 г. и най-вероятно след или в 886 г., при управлението на император Лъв VI Мъдри.  Обхваща Етолоакарнания и Южен Епир, но северната ѝ граница е дискусионна. Просъществува до 1204 г. и разпадането на Византийската империя след като кръстоносците от Четвъртия кръстоносен поход превземат Константинопол през 1204 г.
Подобно на целите Балканите, и Епир е заселен през 7 век от славянски племена и по-точно от племето ваюнити. Много малко се знае за историята на тази територия през 7 до 9 век, но от разпространението на славянобългарските топоними е ясно, че те насищат целия Епир и в по-малка степен Етолоакарнания. От друга страна, византийците запазват контрол си върху Йонийските острови, организирани в друга тема Кефаления. 
Около 930 г. темата е завладяна от българите, после византийците възвръщат контрола си върху нея, за да премине отново в български ръце по времето на Цар Самуил. Българската власт се простира на юг поне до Амбракийския залив с Превеза.  Това се потвърждава и от факта, че териториите били под трайна българска власт са включени в състава на автокефалната Охридската архиепископия от император Василий II Българоубиец в 1018 г. Козил е епископски център в Южен Епир, като точното му местонахождение все още не е локализирано. Митрополитът на Нафпактос задържа само Воница, Медеон в Акарнания и Ахелой. През 1040 г. местните жители масово участват във въстанието на Петър Делян. 
Темата търпи големи щети и разрушения по време на византийско-норманския конфликт в края на 11 век: Арта е неуспешно обсадена от норманите, а Янина е превзета от Робер Гискар. 
След образуването на Латинска империя, тема Никополис с Епир са обещани на Венецианската република, която обаче не успява ефективно да установи своя власт където и да било във Византия, с изключение на Дирахиум.
Михаил I Комнин, женен за дъщерята на дука на Никополис, се възползва от управленския вакуум и в рамките на няколко години затвърждава властта и контрола си над областта с нов център – Арта, образувайки по този начин една от трите православни държави претендиращи за византийското наследство – Епирско деспотство. 